# Jean-François Allard (maire)
Pour les articles homonymes, voir Allard et Jean-François Allard.
Jean-François Allard, sieur du Haut-Plessis, né le 18 décembre 1724 à Château-du-Loir et mort le 8 mai 1787 à Bouchemaine, est un négociant et homme politique français.

## Biographie
Jean-François Allard est le fils du négociant Jean-François Allard et de Marie Le Vacher.
Marié à Perrine Antoinette Legris, fille d'Étienne Legris, marchand ferron, juge-consul d'Angers, et de Renée Bedane, il est le père de Pierre Antoine Allard de Grandmaison, receveur des gabelles à Amboise, de Jean François Allard du Haut-Plessis, trésorier de la ville d'Angers et régisseur général des domaines du duc d'Orléans en Picardie, et d'Étienne Alexandre Allard du Breuil, ainsi que beau-père de Jacques Desportes de Linières, fournisseur général de la Marine, et du négociant Charles-Félix Claveau, maire d'Angers. Il est l'ancêtre de Jean Allard de Grandmaison.
Négociant à Angers et fournisseur général de la Marine, il est élu premier consul de marchands en 1760.
En 1751, il acquiert un terrain sur lequel il se fait construire un hôtel particulier, situé 31 rue Boisnet.
Maire d'Angers de 1771 à 1777, grâce à l'influence de Geoffroy de Limon, il acquiert la charge de lieutenant général de la chambre de police d'Angers en 1772. À sa sortie de charge, il reçoit, avec le titre de conseiller honoraire, une rente viagère de 2 000 livres.

## Sources
1. ↑  Serge Chassagne, La manufacture de toiles imprimées de Tournemine-lès-Angers (1752-1820) : étude d'une entreprise et d'une industrie au XVIIIe siècle, 1971
2. ↑  « Hôtel de négociant dit hôtel Allard, puis Monsaillé », notice no IA49000862, sur la plateforme ouverte du patrimoine, base Mérimée, ministère français de la Culture

- Dictionnaire historique, géographique, et biographique de Maine-et-Loire, Volume 1 - 1874
- Armorial des maires d'Angers: Publié sous les auspices et la direction de la Société d'agriculture, sciences & arts - 1845